# Балагхат (округ)
Балагха́т (хинди बालाघाट ज़िला; англ. Balaghat) — округ в индийском штате Мадхья-Прадеш. Образован в 1867 году. Административный центр — город Балагхат.

## История
В 1818 году после завершения Третьей англо-маратхской войны королевство Нагпур стало княжеским государством Британской Индии.

## География
Площадь округа — 9229 км².

## Население
По данным всеиндийской переписи 2001 года население округа составляло 1 497 968 человек.
Уровень грамотности взрослого населения составлял 68,7 %, что выше среднеиндийского уровня (59,5 %).
Доля городского населения составляла 12,9 %.